# Fort Myers
Fort Myers város az USA Florida államában. Lakosainak száma 86 395 fő (2020. április 1.).

## Népesség
A település népességének változása:
| Lakosok száma | 62 298 | 65 725 | 86 395 |
|               | 2010   | 2012   | 2020   |